# Tim Frazer à la poursuite du mystérieux monsieur X
Pour plus de détails, voir Fiche technique et Distribution.
Tim Frazer à la poursuite du mystérieux monsieur X (Tim Frazer jagt den geheimnisvollen Mister X) est un film autrichien réalisé par Ernst Hofbauer, sorti en 1964.
Il s'agit d'une adaptation des personnages de Francis Durbridge.

## Synopsis
Accompagné de sa fiancée Janine, le fameux policier Tim Frazer arrive à l'aéroport d'Anvers. Un meurtre a lieu : Un homme a été poignardé par derrière. La victime, un docker, fait partie d'une sinistre série de meurtres. L'inspecteur belge Stoffels demande à Frazer pour l'aider dans l'enquête. Entre chaque meurtre, il y a un temps de dix jours. De toute évidence, toutes les victimes venaient d'un navire qui venait d'entrer dans le port. Une première piste mène à un certain Jack van Druten, un tricheur notoire. Ces empreintes se trouvaient sur l'arme du crime. Mais il a un alibi. Frazer découvre que toutes les victimes venaient d'avoir beaucoup d'argent qui vient sans aucun doute d'un trafic de marijuana.
Lode van Dijk, frère de la dernière victime, se propose à la police pour être un leurre. Lors d'une visite sur les lieux du crime, Frazer est victime d'une tentative d'assassinat par un petit délinquant. L'Anglais le maîtrise. Avant que le gangster puisse divulguer des informations sur son client, il est abattu à distance par une personne inconnue. Après la tentative d'utiliser Lode comme un leurre qui n'apporte rien, Stoffels et Frazer vont dans deux bars. Mais les serveuses Farida et Rosalie ne sont pas d'une grande aide. De même la conversation avec le consul d'Anatolie d'où vient la drogue n'apporte rien. Alors que Frazer visite un bar, le consul est assassiné. Frazer décide de faire intervenir sa petite amie Janine dans le pub de Rosalie pour obtenir des informations à ce sujet. Pendant ce temps, un grand homme avec des lunettes de soleil qui a observé l'arrivée à l'aéroport de Frazer, attache un engin explosif dans sa voiture de location. Grâce à un avertissement caché dans le journal, Frazer échappe à l'attentat en écartant la bombe.
Alors que Janine tente de dire une information importante à Frazer, elle est assommée. Dans le même temps, Lode van Dijk suit Jeroom, le compagnon de Rosalie, du bar vers le port, mais des dockers l'empêchent d'y entrer. Quand Lode leur dit que Jeroom soit l'homme qui est recherché depuis des mois, ils l'aident. Mais Jeroom qui tient d'une arme chute d'un pont. Un peu plus tard, Rosalie est retrouvée morte dans son bar.
Farida torture Janine pour tirer des informations. Janine est sur une chaise attachée au sol. Une personne inconnue pose un engin explosif sur la poignée de porte de la salle de stockage, où se trouve Janine. Lorsque Frazer arrive, il parvient par une intervention musclée à sauver Janine. Stoffels voit par la fenêtre l'engon explosif et empêche le pire. Janine est libérée. Entre la police et les gangsters, cela vire à un affrontement armé. Frazer suit la tête de la bande, Monsieur X, à travers un long tunnel. Frazer le tue finalement. Stoffels enlève le masque : il s'agit de Farida.

## Fiche technique
- Titre original : Tim Frazer jagt den geheimnisvollen Mister X
- Titre français : Tim Frazer à la poursuite du mystérieux monsieur X[1]
- Réalisation : Ernst Hofbauer assisté de Margrith Spitzer
- Scénario : Ernst Hofbauer, Anton van Casteren
- Musique : Heinz Neubrand (de)
- Direction artistique : Hans Zehetner
- Photographie : Raymond Herold
- Montage : Arnfried Heyne
- Production : Josef Eckert
- Société de production : Melba Film Wien
- Société de distribution : Constantin Film
- Pays d'origine :  Autriche
- Langue : allemand
- Format : Noir et blanc - 1,66:1 - Mono - 35 mm
- Genre : Policier
- Durée : 87 minutes
- Dates de sortie :
  - Allemagne de l'Ouest : 12 juin 1964.
  - France : 12 décembre 1965[1].

## Distribution
- Adrian Hoven : Tim Frazer
- Corny Collins : Janine
- Paul Löwinger : Stoffels
- Mady Rahl : Rosalie
- Ady Berber : Lode van Dijk
- Sieghardt Rupp : Jack van Druten
- Ellen Schwiers : Farida
- Marcel Hendrickx : Le consul d'Anatolie
- Hector Camerlinck : Jeroom
- Herbert Fux : L'homme aux lunettes de soleil